# Gracixalus trieng
Gracixalus trieng — вид жаб родини веслоногих (Rhacophoridae). Описаний у 2020 році.

## Назва
Вид названо на честь народу зе-ченг (в'єт. Giẻ Triêng), що мешкає на території поширення виду.

## Поширення
Ендемік В'єтнаму. Поширений у нагір'ї в провінції Контум

## Опис
Тіло завдовжки 37-41 мм. Забарвлення верхньої частини жовтувато-коричневе з оберненим Y-подібним темно-коричневим візерунком. Горло і груди жовтого або жовтувато-коричневого кольору з рожевими крапками. Райдужна оболонка блідо-золота з темно-золотистими ділянками біля переднього і заднього країв зіниці. Поверхня шкіри гладка.